# Sapa AB (holdingbolag)
Sapa AB är ett svenskt holdingbolag inom metallindustrin, främst aluminium och är ett dotterbolag till den norska multinationella metallproducenten Sapa AS. Deras primära uppgift är att vara moderbolag till ett 40-tal dotterbolag på tre kontinenter inom Sapakoncernen. För 2013 hade de en omsättning på cirka 155 miljoner SEK och tillgångar på uppemot 26 miljarder SEK. De har sitt huvudkontor i Stockholm och har 93 anställda.

## Dotterbolag
Källa: 
| Asien: - Hydro Building Systems Pvt Ltd. - Sapa Building System FZE - SPAASALtd. - SPABhenh Than Aluminium Profiles Co. Ltd. - SPABuilding Systems Pvt Ltd. India - SPAExtrusion India Private Ltd. - SPAExtrusion Jiangyin Co. Ltd. - SPAHaticon China Ltd. - SPAHeat Transfer Tubes India - SPAPrecision Tubing (Shanghai) Ltd. - SPAProfiles (japan) Ltd. - SPAProfiles Shanghai Ltd. - SPA (Shanghai) Management Co. Ltd. | Europa: - Cuprochimique NV - Fintuna AB - Gränges Holding(nederland)bv - Haticon GmbH - Lords Agriculture Machinery Ltd. - Sapa Building Systems AB - Sapa China Holding AB - Sapa Profiler AB - Sapa Profiles Holding Poland AB - Sc SPAProfiles SL - SLLa Gurite SA - SPAAluminium BV - SPAAluminium Sp Z.o.o - SPABuilding System BV - SPABuilding System International NV - SPABuilding System NV - SPABuilding System SL - SPABuilding System Sp Zoo - SPABuilding System Sro - SPAComponents Ik Ltd. - SPAExtrusion Avintes SA - SPAFrance Holding SA - SPAGmbH - SPAHeat Transfer Tubes GmbH - SPAHoldings (nederland) BV - SPAHolding Spain SL - SPANederlans BV - SPAPortugal SA - SPAPrecision Tubing Lichtervelde NV - SPAProfiilit Oy - SPAProfiler AS - SPAProfiles Banbury Ltd. - SPAProfiles Kft - SPAProfiles LLC. - SPAProfiles Ik Ltd. - SPAProfiles Nl BV - SPAProfili SA - SPAProfili SL - SPAProfiliid AS - SPAProfily AS - SPAProfily Sro - SPAUk Ltd. - SPAYapi Sistem Sanayi Ve Tic AS - Uab SPABuilding System (lithuania) - Uab SPAProfiliai | Nordamerika: - SPACanada Inc. - SPAExtrusions Inc. - SPAHe Tubing LLC. |